# Massimo Quarta
Massimo Quarta (né en 1965 à Bournemouth) est un violoniste italien. 

## Biographie
Massimo Quarta étudie le violon avec Béatrice Antonioni à Sainte Cécile de Rome, puis avec Salvatore Accardo, Ruggiero Ricci, Abram Shtern et Pavel Vernikov. En 1991, il est le premier italien après Salvatore Accardo, en 1958, à remporter le concours Paganini de Gênes. Depuis, il a entamé une carrière internationale qui l'a amené à jouer dans des salles prestigieuses, notamment à la Philharmonie de Berlin, à la Salle Pleyel, au Théâtre du châtelet à Paris et au Metropolitan art de Tokyo. Il s'intéresse également à la direction de l'orchestre et est professeur au Conservatoire de la Suisse italienne à Lugano.
Il joue notamment sur le violon de 1702 d'Antonio Stradivari Conte de Fontana ayant appartenu à David Oïstrakh et un autre violon de Stradivarius, Maréchal Berthier – ex von Vecsey fabriqué en 1716.

## Discographie
- Paganini, Concertos pour violon, Adagio (inédit) - Orchestre du théâtre Carolo Felice de Gênes ; Massimo Quarta, sur le Guarnerius « Il Cannone » et direction (1999/2002, 3CD Dynamic CDS450/1-4)[3] (OCLC 705328249 et 65284837)
- Paganini, Sonate Napoléon, Variazioni su un tema di Weigl, Maestosa suonata sentimentale, Le streghe - Massimo Quarta, violon ; Stefania Redaelli, piano (22 et 24 septembre 1998, Dynamic) (OCLC 43064646)
- Paganini, 24 Caprices - sur le violon de Stradivarius, Maréchal Berthier – ex von Vecsey 1716 (8-12 novembre 2002, Chandos / Amadeus mars 2003) (OCLC 58565038 et 76006873)